# 박충수
박충수(1982년 10월 12일~ )는 대한민국의 개그맨이다.

## 학력
- 동명정보대학교 정보통신공학

## 데뷔
- 2003년 SBS 7기 공채 개그맨으로 데뷔했다.

## 수상
- 2003년 SBS 개그맨 공채 7기 동상

## 출연
- 《웃찾사 시즌 1》, 《생방송 후비고》 (2007년)
- 《웃찾사 시즌 1》 (2008년)
  - 〈죽여주시옵소서〉 호위무사 역
- 《웃찾사 시즌 1》 (2009년)
- 《개그투나잇》, 《코미디 빅리그 시즌 2》(2011년)
- 《개그투나잇》, 《코미디 빅리그 시즌 2》, 《코미디 빅리그 시즌 3》, 《코미디 빅리그 시즌 4》 (2012년)
- 《코미디 빅리그 시즌 2~3》: 따지남
- 《코미디 빅리그 시즌 4》: 까푸치노
  - 〈세 여인들〉
- 《코미디 빅리그 시즌 5》
  - 〈캐스팅〉 이용진의 매니저 역
  - 〈멸망 10분전〉
  - 〈국제시장 7080〉
  - 〈희극지왕〉 주성치 역
  - 〈상거지〉
  - 〈직장살이〉
  - 〈크라임 씬〉
- 2015년 《갤럭시 프로젝트》